# 우표도감
우표도감(영어: Stamp Catalogue)은 우표수집에서 수집품을 분류, 조직, 체계화하거나, 우표 진위를 검증할 때, 우표의 가치를 산정하고 명칭을 확인하기 위해 사용하는 도구이다. 우표도감은 우표 거래의 척도가 되며 한 국가의 우표 명칭과 분류의 기준이 된다. CD형식이나 온라인으로 제공되는 형식의 우표도감도 있다. 세계 각국에는 특정 국가나 시기를 전문으로 한 수백 개의 다양한 우표도감이 있으며, 몇몇 주요 카탈로그는 세계 모든 범위의 우표를 포괄하여 다루기도 한다.

## 우표도감의 역사

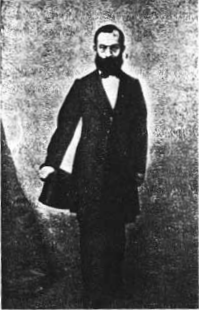
레브라울의 다게레오타입

최초의 우표도감은 프랑스에서 오스카 베르거-레브라울(프랑스어: Oscar Berger-Levrault)이 1861년 9월 17일 발행한 도감이다. 레브라울은 고향인 스트라스부르에서 서적상을 했으며, 동시에 초창기의 우표수집인이자 우취인이기도 했다. 그래서 우취와 자신의 직업 간의 결합을 강구할 수 있었으며, 우표 수집에 있어서의 과학적이고 체계적인 구조를 설립하게 되었다. 우취 작업을 진행하면서 1861년 9월 17일에 우표와 우편 스테이셔너리에 대한 일종의 목록을 제목 없이 내용만 담아 출간하였는데, 이것이 최초의 우표도감으로 언급되고 있다. 그가 발행한 우표도감은 도감이기보다는 일종의 목록 나열집으로 사진은 포함되어 있지 않았으며, 평판으로 인쇄되었고, 1861년까지 세계적으로 발행되었다고 알려진 973개의 우표를 수록하였다. 그가 발행한 도감은 가까운 지인에게 나눠줄 용도로 40~50부만 복사되었으며 그 중 한 사본은 대영박물관에 전시되어 있고, 다른 하나는 미국 스미소니언 국립 우편 박물관에 전시되어 있는데 이 사본은 첫 페이지 맨 위에 '1861년 9월'이라는 필적이 붉은 잉크로 씌어 있다.
최초로 사진이 수록된, 현재 사용되는 동일한 형태의 우표도감은 프랑스의 장교였던 알프레드 포티크(프랑스어: Alfred Potiquet) 가 1861년 12월 발행한 포티크(프랑스어: Potiquet) 도감이며 최초로 대중적으로 배포되었다. 포티크는 전에 발행된 레브라울의 도감을 기초하여 도감을 편집하였는데, 레브라울이 잘못 표기한 오식이나 정보를 수정하였으며, 레브라울이 표기하지 않은 우표들의 발행일을 기입하였다. 그의 도감은 1861년 12월 파리에서 '세계 각국에서 발행된 우표의 도감'(프랑스어: Catalogue des timbres-poste crées dans les divers états du globe)이라는 제목으로 출간되었다. 이 도감은 총 1080개의 우표와 132개의 우편 스테이셔너리를 등재하였다.
영국 최초의 우표도감은 존 에드워드 그레이, 프레데릭 부티(영어: Frederick Booty), 마운트 브라운(영어: Mount Brown)에 의해 발행되었는데 형식은 포티크의 도감을 참조하였다. 미국 최초의 도감은 1862년 존 윌리엄스 클린(영어: John William Kline) 이 A.C 클린(영어: John Edward Gray)이라는 필명으로 발간한 《The Stamp Collector's Manual》로 알려져 있다.
그 당시 발행된 도감들은 우표 거래인들을 위한 가격 목록표에 불과했지만, 시간이 지나면서 우취가 발달함에 따라 우표도감은 우표 발행일, 색도 버라이어티 등 우표에 대한 세부사항과 부가적 정보들을 수록하고 축적하게 되었다. 오늘날 우표도감은 인터넷 온라인으로도 제공되는 경우도 있다.
한국 최초의 우표도감은 신한국 우표수집 1세대인 이창성이 편집한 《해방 후의 조선우표》라는 책으로 1948년에 발행되었다. 이후 대한우표회, 한국우취연합, 한국우표상협회(한국우표문화협회), 부산우취회, 우문관 등에서 주류로 사용되는 우표도감을 발행했고 그 외 다른 출판사나 개인이 제작하는 경우도 있었으나, 현재는 우문관과 한국우표상협회의 2곳에서 발행한다.

## 우표도감의 가치 산정과 구분
우표 도감액을 상정하는 방식은 실지가와 참고가 방식이 있다. 실지가는 실제 거래되는 액수를 반영하는 데 비해 참고가는 말 그대로 참고용 가격으로 실제의 거래가는 각각 시대나 상황의 실정에 알맞게 임의적으로 조절하여 거래해야 한다.
보통 도감은 총괄 도감과 특성화 도감으로 분류되어 있다. 이 둘은 세부사항과 정보에서 큰 차이가 나는데, 총괄 도감은 각 우표의 기초적인 설명만을 수록하는데 여기에는 에러, 버라이어티, 실체, FDC, 소인, 명판(혹은 플레이트 블록) 등의 도감가가 포함된다. 특성화 도감은 한 국가나 특정 기간의 각 우표에 대한 모든 정보를 수록하는데, 즉 총괄 도감은 자신만의 앨범이나 스톡북에 우표를 채우기를 원하는 수집가들에게 초점을 맞추지만, 한 우표에서 가능한한 모든 버라이어티와 형태를 수집하는 철저한 수집인에게는 부족한 도감이다. 그러므로 특성화 도감은 모든 변종과 미묘한 차이의 우표를 학습하고 수집하는 전문가들을 겨냥하고 발행한다. 예를 들어 1997년 스캇 카탈로그의 《1847~1996 General Catalogue》는 74페이지인데 반해 동년 동시대의 《Specialized Catalogue》는 170페이지를 넘는다.
특성화 도감은 보통 시장 반영가인 실지가를 수록하며 이보다 발행수가 적은 총괄 도감은 참고가를 수록하는 것이 보편적이며, 총괄 도감이 각국의 우표만을 목록으로 하는 반면에 특성화 도감은 우편 스테이셔너리, 수입증지, 여타 다른 사용도의 우표들 등과 같은, 각국 정부에서 발행한 다양한 자료들도 기술하는데, 이 섹션을 보통 "Back of the book(약칭 BOB)" 라고 한다. 한국의 대표적인 우표도감인 《한국우표도감은》 이 두 가지 사항을 모두 포함하고 있다.

## 각국에서 발행되는 우표도감
세계적으로 수백 개의 우표도감이 발행되는데 수록 범위는 아래와 같은 범주로 묶을 수 있다.
1. 세계적으로 발행되는 모든 우표를 수록
2. 각국의 우표만을 수록(총괄과 특성화로 하위 구분)
3. 우표의 테마별로 수록하는 특성화 도감이다.

대한민국의 우표목록으로는 《한국우표도감》(우문관 발행)과 《한국우표가격도록》(한국우표문화협회 등 발행)이 있으며, 《한국우표가격도록》은 2006년판 이후 발행이 중단되었다가 2015년 《대한민국우표도감》(한국우표상협회 발행)이라는 이름으로 사실상 복간되었다. 《한국우표도감》은 참고가 방식으로 도감액을 산정한다.
세계적으로 가장 많이 사용되는 우표도감은 4개이다.
- 스캇(Scott)
- 밋헬(Michel)
- 스탠리 기븐스(Stanley Gibbons)
- 이베르 엣 테일러(Yvert et Tellier)

대부분의 나라에서 자국 우표만을 수록하는 도감을 발행하며, 보통 그 나라의 우표 시장에서 주도적인 역할을 가지는 우표 관련 회사나 출판사에서 발행한다.
- Afinsa - 포르투갈, 구 포르투갈 식민지, 포르투갈어를 사용하는 아프리카 국가.
- ABDA - 필리핀
- 아에로필(Aerophil) - 스위스 발행의 전 세계 항공봉피도감
- AFA - 덴마크
- Australian Commonwealth Specialists Catalogue(ACSC) - 오스트레일리아
- Auckland City Stamps - 뉴질랜드
- 안필(Anfil) - 스페인
- Austria Netto Katalog(ANK) - 오스트리아
- Anders Backman - 스웨덴에서 발행하는 러시아 투바공화국, 채널제도 우표도감.
- The Australisian Stamp Catalogue - 오스트레일리아
- BALE - 이스라엘
- Bolaffi - 이탈리아, 구 이탈리아 식민지
- Belgique Catalogue Officiel de Timbres Poste - 벨기에
- Brookman - 미국 발행의 미국, 캐나다, 국제연합 뉴욕본부, 테마우표도감
- Brusden-White(Australian Commonwealth Specialists' Catalogue)  - 오스트레일리아
- Campbell-Paterson - 뉴질랜드
- Catalogo de Selos do Brasill - 브라질. 출판사가 Rolf Harald Meyer 사라서 RHM이라고도 한다.
- CEI - 이탈리아
- 세레스(Cérès) - 프랑스
- DAKA - 스칸디나비아 국가
- Dallay - 프랑스
- 돔필(Domfil) - 치즈, 공룡, 스포츠, 열차 등 테마틱 우표에 대한 스페인 특성화 도감
- 파시트(Facit) - 스칸디나비아 전 국가. 1947년부터 파시트 출판사(Facit Förlag AB)에서 발행을 시작한 스칸디나비아반도 국가 우표도감이며, 덴마크, 핀란드, 아이슬란드, 노르웨이, 스웨덴을 중점으로 하며 그 외에도 파로스 제도, 그린란드, 올란드 제도, 그리고 덴마크의 식민지였던 데니쉬 웨스트 인디스(현재 미국령 버진아일랜드)에서 발행한 모든 우표를 대상으로 한다. 스웨덴에서 발행하지만 사용하는 언어는 영어이다. 이 우표목록은 20명의 우취가들로 구성된 위원회에 의해서 편집되며, 2007년부터 여타 우표목록과 동일하게 칼라인쇄되고 있다.
- Fischer - 폴란드
- Falkland Islands & Dependencies Specialised Stamp Catalogue - 스웨덴 발행의 포클랜드제도, 속주 우표도감.
- Filabo - 스페인
- Hawai'i Postage Stamp Catalog - Enelani 사에서 발행하는 하와이주 우표 도감.
- Hermes - 그리스, 키프로스
- Hibernian Specialised Catalog - 아일랜드
- 이스필라(Isfila) - 터키
- Italiano Catalogo Enciclopedico - 이탈리아
- Japanese Stamp Specialized Catalog - 일본
- Japanese Postage Stamp Catalog (일본어: 日本切手カタログ) - 일본
- John Barefoot - 영국의 수입인지 도감
- Lollini - 프랑스 테마틱 우표도감
- LAPE - 핀란드, 올란드제도, 에스토니아 우표도감
- MSC Catalog(Malaysia-Singapore-Brunei Stamps & Postal Stationery Standard Catalogue) - 브루나이, 말레이시아, 싱가포르
- 마(Ma) - 중국
- Marka Ukrainy - 우크라이나
- Malta Stamps & Postal History, The J.B. Catalogue - 몰타
- 민쿠스(Minkus) - 미국
- Müller - 리히텐슈타인, 스위스
- Newfoundland Specialized Stamp Catalogue - 캐나다 뉴펀들랜드주.
- Norgeskatalogen - 노르웨이
- NVPH - 네덜란드, 네덜란드 우표상협회에서 발행
- Official Marshall Island Postage Stamp Catalogue - 마셜제도
- Officieele Belgische Postzegelcatalogus - 벨기에
- Phila India - 인도
- Philex - 유럽 각국과 국제연합 제네바, 빈 사무국 우표를 대상으로 한 독일 도감
- Pofis - 체코와 슬로바키아
- Prifix - 룩셈부르크 연간도감.
- Pulko - 터키
- Ruch - 폴란드
- 사쿠라(Sakura, (일본어: さくら)) - 일본에서 가장 많이 사용되는 도감. 일본우취협회 발행.
- Sassone - 이탈리아와 구 이탈리아 식민지 도감.
- SBK(Schweizer Briefmarken Katalog) - 스위스 도감으로 독일어, 프랑스어판이 따로 있음
- Schweizer Briefmarken Katalog - 스위스
- South African Stamp Colour Catalogue - International Philatelic Service에서 발행하는 남아프리카공화국 우표도감
- Suisse, Catalogue de Timbres - 스위스
- Thai Postage Stamps Catalogue - 태국
- Unificato : 이탈리아
- Unitrade Specialized Catalogue of Canadian Stamp - 캐나다
- Vlastos - 그리스, 키프로스 2권 도감
- 양(Yang) - 홍콩, 중국, 마카오
- Zberatel - 슬로바키아
- Zonnebloem - 네덜란드, 구 네덜란드 식민지.
- Zumstein - 스위스. 1909년부터 춤슈타인&시에(독일어: Zumstein & Cie) 사(1905년 에른스트 춤슈타인Ernst Zumstein 에 의해 창설됨.)에서 발행되었으며, 스위스가 다언어국가라는 점을 고려해 국내에서 가장 많이 사용되는 독일어와 프랑스어 두 판으로 인쇄한다. 스위스와 리히텐슈타인 공국에서 발행되는 모든 우표를 대상으로 하며 이 외에도 서유럽 우표를 대상으로 유로파 베스트(Europa West), 동유럽 우표를 대상으로 유로파 오스트(Europa Ost)가 발행되지만 많이 사용되지 않는다. 연간으로 수정본이 발행된다.